# Ferdinand Swatosch
Ferdinand „Ferdl” Swatosch (Simmering, 1894. május 11. – 1974. november 29.) válogatott osztrák labdarúgó, csatár.

## Pályafutása

### Klubcsapatokban
1911–1914 között az 1. Simmeringer SC, 1914–1918 között a Rapid Wien, 1919–20-ban ismét az 1. Simmeringer SC, 1920–1924 között a Wiener Amateur-SV labdarúgója volt. 1924–1931 között a német SpVgg Sülz 07, 1932–33-ban a francia FC Mulhouse játékosa volt.
Négy osztrák bajnoki címet és három kupagyőzelmet ért el a Rapiddal és a Wiener Amateur-SV csapatával. Az 1922–23-as idényben 21 góllal bajnoki gólkirály lett.

### A válogatottban
1914 és 1925 között 23 alkalommal szerepelt az osztrák válogatottban és 18 gólt szerzett.

### Edzőként
A német Rheydter SV csapatánál kezdte edző pályafutását. 1932–33-ban a francia FC Mulhouse játékos-edzője volt. 1933 és 1949 között német csapatoknál dolgozott edzőként. 1933–1935 között a Lützenkirchen, 1935–36-ban a Rot-Weiß Oberhausen, 1936–1938 között a Borussia Dortmund, 1939–40-ben és 1946–47-ben az Arminia Bielefeld, 1948–49-ben a Schalke 04 szakmai munkáját irányította.

## Sikerei, díjai
Rapid Wien
- Osztrák bajnokság
  - bajnok (3): 1915–16, 1916–17, 1918–19
- Osztrák kupa
  - győztes: 1919

 Wiener Amateur-SV
- Osztrák bajnokság
  - bajnok: 1923–24
  - gólkirály: 1922–23 (21 gól)
- Osztrák kupa
  - győztes (2): 1921, 1924

 SpVgg Sülz 07
- Német bajnokság – westdeutsche Fußballmeisterschaft
  - bajnok: 1928